# Como gustéis

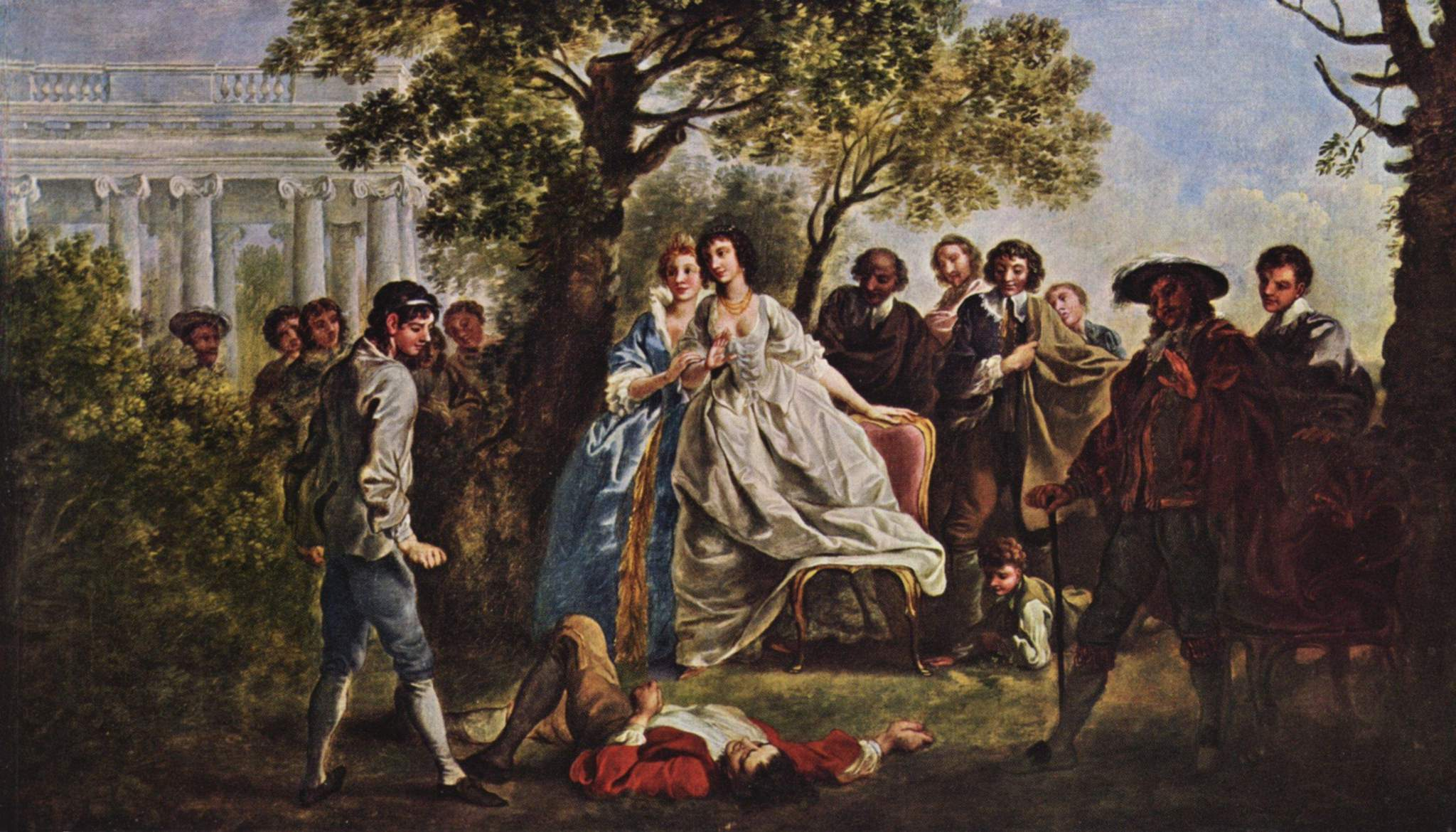
Escena de Como gustéis, de Francis Hayman (1750).

Como gustéis (en inglés, As You Like It) es una obra cómica de William Shakespeare, escrita hacia 1599. Fue incluida en el First Folio (1623) como la octava de dieciocho comedias, siguiendo un orden cronológico.

## Argumento y forma
A la muerte de Roland de Bois, su hijo Oliverio hereda el señorío con la instrucción de cuidar de su hermano pequeño, Orlando. Pero Oliverio no ama a su hermano y descuida la educación del muchacho. Carlos, un luchador procedente de la corte del Duque, avisa a Oliverio de que Orlando se propone desafiarlo en combate al día siguiente. Esto supondría un deshonor para cualquier caballero, pero Oliverio no quiere que su hermano adquiera el estatuto de caballero, y lo alienta para que participe en el combate.
Cuando Orlando llega a la corte para luchar contra Carlos, Rosalinda y él se enamoran al instante. Orlando, luego de derrotar a Carlos, vuelve a su casa y se entera del complot de su hermano para matarlo. El joven se refugia en el mismo bosque de Arden donde también se encuentra el duque. Federico expulsa a Rosalinda de la corte y Celia decide escapar con ella hacia el bosque. Las muchachas se disfrazan y cambian su nombre: Rosalinda será un muchacho de nombre Ganímedes y Celia, una pastora llamada Aliena. 
El duque Federico, furioso ante la desaparición de las doncellas, reclama a Oliverio que le ayude en su búsqueda y se decide a acabar de una vez por todas con su hermano, el legítimo duque. 
Este, retirado a la vida pastoril, exalta la belleza de la vida sencilla lejos de las maquinaciones de la corte. Orlando y su criado Adán se encuentran con el duque, y el joven le solicita alimentos con brusquedad y arrogancia. Cuando el duque se entera de que Orlando es hijo de su buen amigo Rolando de Bois, acoge al muchacho entre su séquito.
Mientras tanto, Rosalinda y Celia se instalan en una modesta cabaña del bosque y conocen al joven pastor Silvio, perdidamente enamorado de la esquiva Febe. Rosalinda, disfrazada de Ganímedes, se encuentra pronto con Orlando, que también sufre de mal de amores. Ella le dice que le curará de su mal si él, Orlando, acepta el juego de tratar al muchacho Ganímedes como si fuera la propia Rosalinda, y cada día acuda a su cita de amor con ella. Así empiezan las lecciones de amor que Ganímedes/Rosalinda imparte a Orlando.
Silvio está cada día más desesperado por el rechazo de Febe y solicita la ayuda del joven Ganímedes, pero cuando Rosalinda habla con Febe, ésta se enamora perdidamente de Ganímedes. Un día, Orlando no acude a su cita de amor con Ganímedes y Rosalinda está preocupadísima hasta que se encuentra con Oliverio, que le cuenta cómo su hermano le ha salvado de las garras de una leona. Oliverio y Celia, que está disfrazada de pastora y lleva el nombre de Aliena, se enamoran y deciden casarse.
Pasa el tiempo y Febe está cada vez más enamorada de Ganímedes; por el contrario, Orlando se está hartando de hacer la corte a un muchacho y Rosalinda comprende que ha llegado el momento de poner término al engaño. Le dice a Febe que, si algún día se casa con alguna mujer, la elegida será ella. Después les pide a todos que al día siguiente acudan para las bodas.
El día de las nupcias Ganímedes hace prometer a Febe que, si por algún motivo no pudiera casarse con él, acepte la mano del enamorado Silvio. Y también solicita del Duque la mano de su hija Rosalinda para Orlando. Cuando están todos reunidos, Ganímedes y Aliena se alejan del grupo y pronto regresan sin disfraz en su verdadero porte. El dios Himeneo es el encargado de oficiar una boda cuatripartita: Oliverio y Celia, Orlando y Rosalinda, Silvio y Febe y el bufón Touchstone con la labradora Audrey.
Cuando están celebrando los festejos nupciales llega Jaques de Boys de la corte informando que Federico ha decidido devolver a su hermano el ducado que le usurpó y, arrepentido, ha optado por la vida monástica. Así todos continúan su celebración pastoril, pero saben que volverán a la vida de la corte del legítimo Duque, padre de Rosalinda.

## Lista de personajes
- Duque Mayor- padre de Rosalinda
- Duque Frederico- su hermano menor y usurpador
- Amiens- asistente
- Jaques/Jaime- asistente del duque
- Oliver/Oliverio- hijo mayor de Sir Rowland de Bois
- Jaime de Bois- segundo hijo de Sir Rowland de Bois
- Orlando- hijo menor de Sir Rowland de Bois
- Le Beau- un cortesano al servicio del Duque Frederico
- Carlos- un gladiador de la corte
- Adán- un viejo sirviente de Sir Rowland de Bois
- Dionís- sirviente de Oliver
- Touchstone- un bufón
- Don Oliver Matatextos- un cura rural
- Corino y Silvio- pastores
- Guillermo- un ciudadano
- Himeneo- dios del matrimonio
- Rosalinda- hija del Duque Mayor
- Celia- hija del Duque Frederico y prima de Rosalinda
- Febe- una pastora
- Andrea- una joven campesina
- Ganímedes- Rosalinda disfrazada de hombre
- Aliena- Celia disfrazada de campesina[1]

## Ubicación
La obra se encuentra ambientada en un ducado francés, pero la mayor parte de la acción transcurre en una zona conocida como el 'Bosque de Ardén', que es un topónimo para un parque cercano a la residencia de Shakespeare en Stratford-upon-Avon. La edición Oxford de Shakespeare razona esta discrepancia geográfica, partiendo de que 'Ardén' es un anglicismo para la región forestal belga de Ardennes, y altera la grafía en este sentido. Otras ediciones mantienen la ortografía de ‘Ardén’, ya que se ha discutido que el género pastoril describe a un mundo fantástico en el que los detalles geográficos son irrelevantes. 
Además, el nombre de la madre de Shakespeare era Mary Arden, por lo que el bosque puede ser una paronomasia de su apellido.

## Respuesta de la crítica
Las críticas, de Samuel Johnson a George Bernard Shaw, han puesto de manifiesto que Como gustéis es artísticamente escasa, respecto de lo que Shakespeare era capaz. Shaw prefirió pensar que Shakespeare escribió la obra para mero placer de la audiencia, y señaló su propia opinión del trabajo, llamándole Como vosotros gustéis — como si el dramaturgo no hubiera estado de acuerdo. Tolstói objetó la inmoralidad de los personajes y el fanfarroneo constante de Touchstone. A pesar de estos comentarios, la obra sigue siendo una de las comedias shakespearianas más representadas.
La elaborada reversión genérica en la historia ha llamado la atención a la crítica moderna, interesada en estudios de género. A lo largo de cuatro actos de la obra teatral, Rosalinda — que en momentos del dramaturgo era interpretada por un hombre — estima conveniente disfrazarse de chico, con lo cual la rústica Phoebe (asimismo interpretada por un caballero) se enamora de ella, pensando que se trata de un noble llamado "Ganímedes", término este último con connotaciones homoeróticas. De hecho, el epílogo, transmitido al público por Rosalinda, deja en claro que ella (o al menos el actor que la encarna) no es una mujer.

## Lenguaje
En el acto II, escena VII, se presenta uno de los monólogos más redundantes de Shakespeare (el personaje es Jaques/Jaime), que comienza:
"El mundo es un gran teatro,
y los hombres y mujeres son actores.
Todos hacen sus entradas y sus mutis
y diversos papeles en su vida.
Los actos, siete edades. Primero, la criatura,
hipando y vomitando en brazos de su ama.
Después, el chiquillo quejumbroso que, a desgano,
con cartera y radiante cara matinal,
cual caracol se arrastra hacia la escuela.
Después, el amante, suspirando como un horno
y componiendo baladas dolientes
a la ceja de su amada. Y el soldado,
con bigotes de felino y pasmosos juramentos,
celoso de su honra, vehemente y peleón,
buscando la burbuja de la fama
hasta en la boca del cañón. Y el juez,
que, con su oronda panza llena de capones,
ojos graves y barba recortada,
sabios aforismos y citas consabidas,
hace su papel. La sexta edad nos trae
al viejo enflaquecido en zapatillas,
lentes en las napias y bolsa al costado;
con calzas juveniles bien guardadas, anchísimas
para tan huesudas zancas; y su gran voz
varonil, que vuelve a sonar aniñada,
le pita y silba al hablar. La escena final
de tan singular y variada historia
es la segunda niñez y el olvido total,
sin dientes, sin ojos, sin gusto, sin nada.
Este soliloquio es expresado por el melancólico Jaques/Jaime. Comparando la vida con una obra de teatro, coloca en el catálogo las siete etapas del crecimiento: infante, escolar, amante, soldado, justiciero, pantalonero, y segunda niñez – "sans teeth, sans eyes, sans taste, sans everything".
Como gustéis también apela a un mundo teatral inteligente y humorístico, ocasionado por encuentros casuales en el bosque, y por una serie de enredadas fantasías amorosas, todo en un ambiente pastoril sereno, lo que lo hace especialmente efectivo al tener lugar en un parque o sitio de similar envergadura.

## Representación en el cine
De acuerdo con la estación de radio WCAL del Estado de Minnesota (Estados Unidos), Como gustéis debió ser la primera obra en aparecer en pantalla, siendo su estreno en 1922.
Un nuevo largometraje de Como gustéis se estrenó en 2006, dirigido por Kenneth Branagh
Finalmente una tercera película, titulada Rosalinda, de nacionalidad española se estrenó en diciembre de 2020, dirigida por Ramón Luque